# Анастасия Майо
Сюзана Плане Агилар (исп. Susana Plané Aguilar; 17 апреля 1980, Оспиталет-де-Льобрегат, Каталония, Испания), известная под сценическим псевдонимом Анастасия Майо (исп. Anastasia Mayo) — испанская порноактриса.

## Биография
Сюзана Плане Агилар родилась 17 апреля 1980 года в Оспиталете (провинции Барселона, Каталония).
В 15 лет она начала свою карьеру с работы танцовщицей гоу-гоу, а параллельно работала в магазинах белья и мебели. В 2002 году на международном фестивале эротических фильмов FICEB в Барселоне её заметил режиссёр Макс Кортес и пригласил сниматься в порно.
Через два года съёмок для таких компаний, как Private или Evil Angel, с такими известными актёрами, как Начо Видал или Рокко Сиффреди, она стала европейской звездой, получив свои первые премии Ninfa (барселонского фестиваля) и European X Award (брюссельского фестиваля). В том же 2004 году Анастасия Майо снялась в документальном фильме La piel vendida (с исп. — «Проданная кожа»), посвящёном порноиндустрии. Совместно с журналистом Анной Гарсией она написала автобиографию Los Placeres De Anastasia (с исп. — «Удовольствия Анастасии»). В то же время вышла игра для мобильных устройств Anastasia Mayo Sexy Vegas. Майо стала постоянной участницей испанских телешоу, таких как «Марсианские Хроники» и ряда других. В 2005 актриса сделала операцию по увеличению груди перед съёмкой фильма Austine Powders — пародии на шпионские комедии про Остина Пауэрса. Примерно тогда же она, будучи до этого блондинкой, начала краситься в радикально тёмные цвета. В 2008 году она вновь получила Ninfa Award как лучшая актриса, на этот раз как приз зрительских симпатий.
В 2011 году актриса прекратила сниматься в порнофильмах, но продолжала участвовать в телепередачах, живых эротических шоу и работать на веб-камеру. Всего она снялась в примерно 50 порнофильмах (в сумме по спискам IAFD и EGAFD).

## Награды и номинации
| Год  | Премия           | Номинация                                  | Фильм                | Совместно с | Результат |
| ---- | ---------------- | ------------------------------------------ | -------------------- | ----------- | --------- |
| 2004 | Ninfa Award      | Лучшая старлетка                           | —                    | —           | Победа    |
| 2004 | European X Award | Лучшая актриса                             | —                    | —           | Победа    |
| 2005 | Ninfa Award      | Лучшая испанская актриса второго плана     | Somos chicas de Club | —           | Номинация |
| 2006 | Ninfa Award      | Лучшая испанская актриса                   | Downward             | —           | Номинация |
| 2008 | Ninfa Award      | Лучшая актриса (приз зрительских симпатий) | —                    | —           | Победа    |

## Интересные факты
- Анастасия полюбила Россию после посещения Петербурга[11]
- Анастасия хотела бы снять порно с участием Джонни Деппа, Брэда Питта, Анджелины Джоли и Мишель Пфайффер[12]

## Высказывания
— Как влияет работа на твою личную жизнь?

— Моя семейная сексуальная жизнь более чем удовлетворяющая, потому что я никогда не беру работу на дом!

— Я своего рода Начо Видал, но только женщина.